# Campionato mondiale femminile di pallacanestro Under-19 1997
Il 4º Campionato mondiale femminile di pallacanestro Under-19 (noto anche come 1997 World Championship for Junior Women) si è svolto in Brasile nella città di Natal, dal 5 al 13 luglio 1997.

## Classifica finale
| Campione del Mondo | Campione del Mondo | Campione del Mondo |
| --- | ------------------ | --- |
| Stati Uniti under 194 Brown, 5 Stiles, 6 Jackson, 7 Randall, 8 Pride, 9 Teasley, 10 Clement, 11 Elzy, 12 Catchings, 13 Martin, 14 Moos, 15 Mowe, All. Rene Portland |                    | |
| Argento | Australia          | Australia under 194 Lindsay, 5 Veal, 6 Poto, 7 Woosnam, 8 Glaubitz, 9 McInerny, 10 Taylor, 11 Bibby, 12 Jackson, 13 Cox, 14 Emeagi, 15 Braithwaite, All. Ray Tomlinson                 |
| Bronzo | Slovacchia         | Slovacchia under 194 Dubovcová, 5 Sabová, 6 Vasiľová, 7 Žirková, 8 Safaritová, 9 Frniaková, 10 Gandžalová, 11 Bašková, 12 Janoštinová, 13 Slezáková, 14 Hostýnová, 15 Kováčová, All. - |
| 4. | Brasile            | Brasile under 194 Cris, 5 Ana Paula, 6 Fabiana, 7 Geisa, 8 Ana Lúcia, 9 Mamá, 10 Luciana, 11 Adrianinha, 12 Karla, 14 Micaela, 15 Kelly, All. -                                        |
| 5. | Russia             | Russia under 194 Voločkova, 5 Karpova, 6 Abrosimova, 7 Zacharova, 8 Korstin, 9 Fëdorova, 10 Gavrilova, 11 Chalturina, 12 Kalmykova, 13 Skopa, 14 Rebcovskaja, 15 Speranskaja, All. -   |
| 6. | Rep. Ceca          | Rep. Ceca under 194 Večeřová, 5 Soukupová, 6 Voračková, 7 Tinklová, 8 Machová, 9 Hůlková, 10 Vojtová, 11 Čiperová, 12 Opluštilová, 13 Blahůšková, 14 Šišková, 15 Macková, All. -       |
| 7. | Cina               | Cina under 194 Wang Yingni, 5 Wang Ying, 6 Miao, 7 Duan, 8 Sui, 9 Zhang, 10 Gao, 11 Chen, 12 Ding, 13 Dai, 14 Wang L., 15 Mo, All. -                                                   |
| 8. | Spagna             | Spagna under 194 Delgado, 5 Valverde, 6 Palau, 7 Moreno, 8 Calderón, 9 Donaire, 10 Padrós, 11 Bargalló, 12 Villar, 13 Mesa, 14 Jordana, 15 Martín, All. -                              |
| 9. | Argentina          | Argentina under 194 Lanza, 5 Gerbino, 6 Cafure, 7 Rotta, 8 Mendoza, 9 Luchessi, 10 Gatti, 11 Zenatti, 12 Boeykens, 14 Cristovao, 15 Paoletta, All. -                                   |
| 10. | Mali               | Mali under 194 M. Ouattara, 5 Diallo, 6 A. Sangaré, 7 Cissé, 8 Sy, 9 Maïga, 10 S. Ouattara, 11 Dramé, 12 Koné, 13 H. Sangaré, 14 Coulibaly, 15 Dembélé, All. -                         |
| 11. | Cuba               | Cuba under 194 Plutín, 5 Soria, 6 Suero, 7 Atíes, 8 Méndez, 9 Abreu, 10 Cruz, 11 Triana, 12 Duany, 13 Silva, 14 Elizarde, 15 Larduet, All. -                                           |
| 12. | Giappone           | Giappone under 194 Suda, 5 Kinoshita, 6 Miki, 7 Harada, 9 Ishikawa, 11 Yano, 12 Hayashi, 13 Kawabata, 14 Hirate, 15 Yamada, All. -                                                     |